# Rakitnoje (Kaliningrad)
Rakitnoje (russisch Ракитное, deutsch Plautwehnen) ist ein Ort in der russischen Oblast Kaliningrad. Er gehört zur kommunalen Selbstverwaltungseinheit Stadtkreis Selenogradsk im Rajon Selenogradsk.

## Geographische Lage
Rakinoje liegt 30 Kilometer nordwestlich der Stadt Kaliningrad (Königsberg) und sechs Kilometer südwestlich des Ostseebades Swetlogorsk (Rauschen) und ist über Gratschowka (Kraam) an der Kommunalstraße 27K-159 von Salskoje (Sankt Lorenz) (an der Regionalstraße 27A-013 (ex A192)) nach Kljukwennoje (Klycken) in südwestlicher Richtung erreichbar. Eine Bahnanbindung besteht nicht.

## Geschichte
Das Gründungsjahr des bis 1946 Plautwehnen genannten Dorfes ist 1331. Im Jahre 1874 kam der Ort zum neu errichteten Amtsbezirk Sankt Lorenz (heute russisch: Salskoje), der bis 1939 zum Landkreis Fischhausen, von 1939 bis 1945 zum Landkreis Samland im Regierungsbezirk Königsberg der preußischen Provinz Ostpreußen gehörte.
Am 11. Dezember 1893 gab Plautwehnen seine Eigenständigkeit auf und schloss sich mit Kraam (russisch: Gratschowka) und Pokalkstein (Bogatoje) zur neuen Landgemeinde Kraam zusammen.
Als Kriegsfolge kam Plautwehnen im Jahre 1945 mit dem nördlichen Ostpreußen zur Sowjetunion. Im Jahr 1950 erhielt der Ort den russischen Namen Rakitnoje und wurde gleichzeitig dem Dorfsowjet Schatrowski selski Sowet im Rajon Primorsk zugeordnet. Von 2005 bis 2015 gehörte Rakitnoje zur Landgemeinde Krasnotorowskoje selskoje posselenije und seither zum Stadtkreis Selenogradsk.

## Kirche
Mehrheitlich war die Bevölkerung Plautwehnens vor 1945 evangelischer Konfession und in das Kirchspiel der Pfarrkirche zu Sankt Lorenz (heute russisch: Salskoje) eingegliedert. Es gehörte zum Kirchenkreis Fischhausen (Primorsk) innerhalb der Kirchenprovinz Ostpreußen der Kirche der Altpreußischen Union. Heute liegt Rakitnoje im Einzugsgebiet der in den 1990er Jahren neu entstandenen evangelisch-lutherischen Auferstehungskirche zu Kaliningrad (Königsberg) innerhalb der Propstei Kaliningrad der Evangelisch-lutherischen Kirche Europäisches Russland.